# إليزابيث ستيوارت فلبس وارد
إليزابيث ستيوارت فلبس وارد (بالإنجليزية: Elizabeth Stuart Phelps Ward) (31 أغسطس 1844، بوسطن في الولايات المتحدة - 28 يناير 1911)؛ كاتِبة وروائية أمريكية.

## روابط خارجية
- إليزابيث ستيوارت فلبس وارد على موقع الموسوعة البريطانية (الإنجليزية)
- إليزابيث ستيوارت فلبس وارد على موقع إن إن دي بي (الإنجليزية)